# Matteo Bianchi
Matteo Bianchi (Bolzano, 21 oktober 2001) is een Italiaans baanwielrenner.

## Carrière
Bianchi won in 2022 zijn eerste medaille op de EK bij de kilometer tijdrit waar de Fransman Melvin Landerneau te sterk bleek voor de Italiaan. In datzelfde jaar nam Bianchi voor het eerst deel aan de WK waar hij vijfde werd bij de kilometer tijdrit. In 2024 en 2025 won hij goud op datzelfde onderdeel. In 2024 reed hij een betere tijd dan de Nederlander Daan Kool en een jaar later moest de Duitser Maximilian Dörnbach Bianchi voor zich laten.

## Palmares
| Jaar        | IK                            | EK                                                    | WK                            | Overige     |
| Als belofte | Als belofte                   | Als belofte                                           | Als belofte                   | Als belofte |
| ----------- | ----------------------------- | ----------------------------------------------------- | ----------------------------- | ----------- |
| 2020        |                               | 6e teamsprint                                         |                               |             |
| 2021        |                               |                                                       |                               |             |
| 2022        |                               | 1km tijdrit · keirin · teamsprint · 10e sprint        |                               |             |
| Als elite   |                               |                                                       |                               |             |
| 2019        | keirin · sprint               |                                                       |                               |             |
| 2020        |                               |                                                       |                               |             |
| 2021        |                               | 19e keirin 27e sprint                                 |                               |             |
| 2022        | 1km tijdrit · keirin · sprint | 1km tijdrit · 7e teamsprint · 13e keirin · 16e sprint | 5e 1km tijdrit 12e teamsprint |             |
| 2023        | 4e 1km tijdrit 5e keirin      | 5e 1km tijdrit 6e teamsprint 21e keirn                | 7e 1km tijdrit 10e teamsprint |             |
| 2024        |                               | 1km tijdrit · 6e teamsprint                           | 8e teamsprint                 |             |
| 2025        |                               | 1km tijdrit · 7e teamsprint                           |                               |             |